# Путейко Михайло Костянтинович

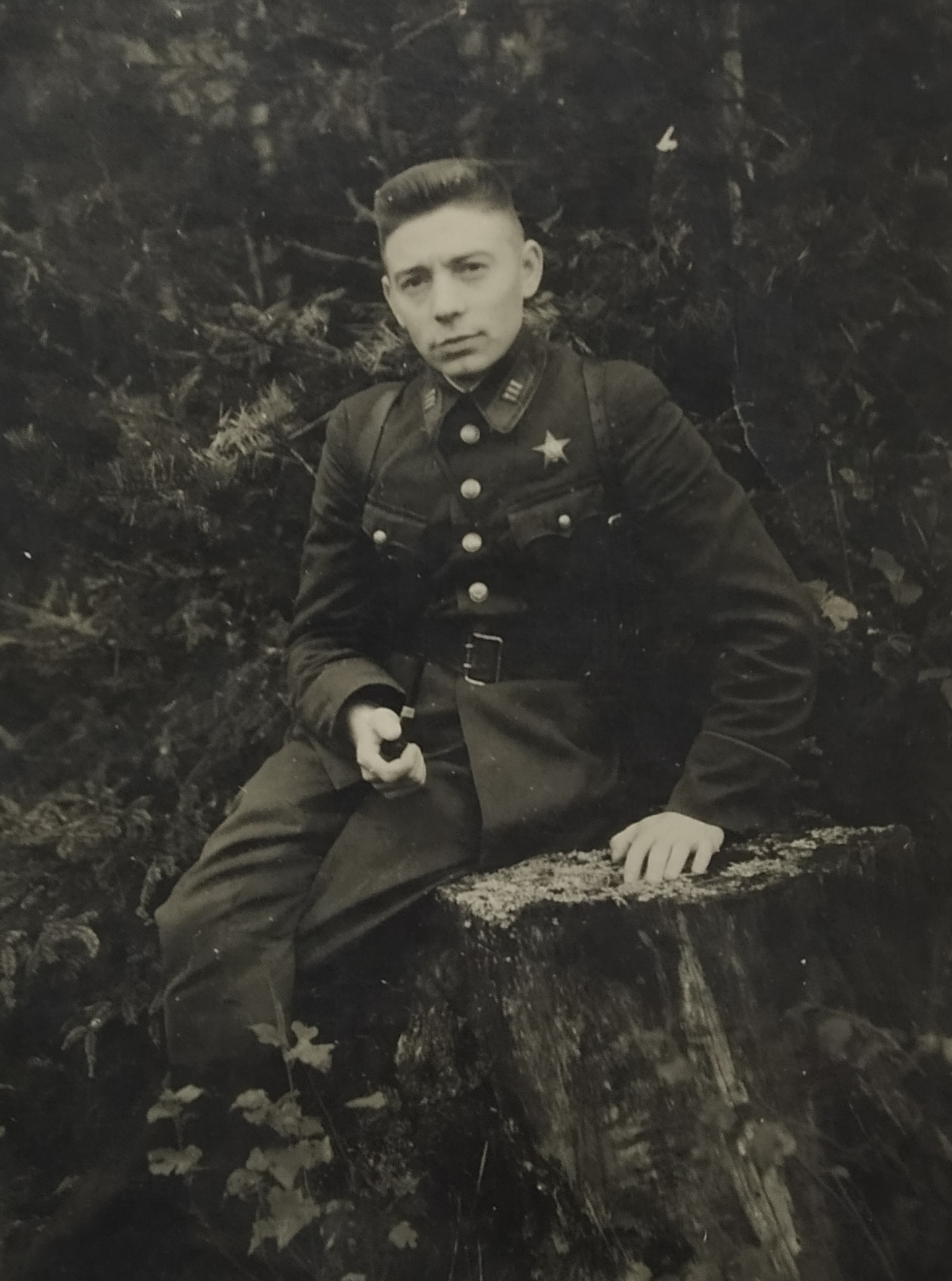
М.К. Путейко, 254 сд, 27.09.1942, Північно-Західний фронт

Михайло Костянтинович Путейко ( 8 листопада 1913, сел.Ревкутьєвичі, Мінський повіт, Російська імперія - 21 квітня 1945 , Львів
, УРСР ) - радянський воєначальник, генерал-майор (1944).

## Біографія
Народився у селі Ревкутьєвичі Мінського повіту Мінської губернії (нині Мінський район, Республіка Білорусь). За національністю білорус.
У 1928-1931 роках проходив навчання в механічних майстернях, згодом недовго працював слюсарем у Мінську.
У 1931-1934 роках навчався у Мінському архітектурно-будівельному коледжі (нині Філія БНТУ УО «Мінський державний архітектурно-будівельний коледж»).
У 1934-1935 роках проходив строкову службу в РСЧА.
У 1935-1937 роках навчався у Мінському піхотному училищі.
У 1937-1941 роках навчався у Військовій академії імені М. В. Фрунзе в Москві.
Війну М. К. Путейко зустрів в Естонії на посаді командира батальйону 936 стрілецького полку. Відмінно виявив себе при керівництві бойовими діями і незабаром став командиром 254-ї стрілецької дивізії . Дивізія брала участь в оточенні та ліквідації Корсунь-Шевченківського угруповання, звільненні Умані, Бєльцев та інших міст та сіл України та Молдови, форсувала Південний Буг, Дністер, Прут, забезпечивши плацдарм для наступу інших дивізій. Також дивізія звільняла місто Черкаси . За стрімкість та нестримність у наступі за 30-річним командиром дивізії у військах міцно утвердилося прізвисько «Генерал – Вперед». 
19 квітня 1945 року при наступі на місто Бауцен у Німеччині генерал-майора Путейка було смертельно поранено снайпером у бою.
21 квітня 1945 року помер у шпиталі у Львові, похований на пагорбі Слави.

## Пам'ять
Ім'я М.К Путейко носять вулиця та школа №2 у місті Заславлі .
На будівлі школи в агромісті Шершуни у Мінському районі встановлено меморіальну дошку.
14 листопада 1985 року середній загальноосвітній школі № 27 міста Черкаси було присвоєно найменування «імені Героя Радянського Союзу М. К. Путейко»  .